# Завгороднее (Балаклейский район)
Завгороднее (укр. Завгороднє) — село в
Петровском сельсовете Балаклейского района Харьковской области Украины.

## Географическое положение
Села Петровское и Завгороднее примыкают друг к другу. Рядом протекает река Северский Донец.

## Происхождение названия
С момента своего основания в 1731 году и до революции Завгороднее имело другое название: слобода Верёвкина (Харьковская губерния Российской Империи, Петровская волость, Изюмский уезд). Слобода возникла в период строительства Украинской оборонительной линии.
На территории Украины 2 населённых пункта с названием Завгороднее.

## Демография
Население по переписи 2001 года составляло 652 человека (285 мужчин и 367 женщин).

## Достопримечательности
- В селе есть братская могила советских воинов.
- С 1737 по 1930 год в селе существовала деревянная церковь Святого Николая, построенная жителями слободы[3].